# 香蓼
香蓼（学名：Polygonum viscosum）也称粘毛蓼，为蓼科蓼属下的一个种。